# Front Démocratique des Comores
Die Front Démocratique des Comores (engl.: Democratic Front of the Comoros, FDC) ist eine politische Partei im Inselstaat Komoren.

## Geschichte
Die FDC entstand als Gruppe von Exilanten und wurde zu Anfang von Mustapha Saïd Cheikh angeführt, der wegen eines Umsturzversuchs 1985 verfolgt wurde. Die Partei wurde 1990 eingeladen, sich an Said Mohamed Djohars Regierung zu beteiligen und arbeitete mit für die Schaffung der neuen Verfassung 1992 (Comorian constitutional referendum, 7. Juni 1992).
In den anschließenden Wahlen 1992 kam die Partei auf 8 % der Stimmen, errang damit aber nur zwei Sitze. Beide Mandate gingen in den Wahlen 1993 jedoch wieder verloren, nachdem Präsident Said Mohamed Djohar das Parlament aufgelöst hatte.
Cheikh war Kandidat der FDC für die Präsidentschaftswahlen 2002, errang jedoch nu den letzten Platz unter den neun Bewerbern. Die Partei trat in der Folge der Allianz Camp des Îles Autonomes bei. In den Wahlen 2004 errang diese 12 von 18 direkt gewählten Mandaten und alle 15 der indirekt gewählten Sitze.
2012 konnte die Partei das dreißigjährige Bestehen feiern. Mohamed Issimaila, der Generalsekretär der Partei war seit 2011 als Ministre de l’Education Nationale im Kabinett der Baobab-Union. 